# Райт, Джон Джозеф
Джон Джозеф Райт (англ. John Joseph Wright; 18 июля 1909, Бостон, США — 10 августа 1979, Кембридж, Массачусетс, США) — американский куриальный кардинал. Титулярный епископ Эгеи и вспомогательный епископ Бостона с 10 мая 1947 по 28 января 1950. Епископ Вустера с 28 января 1950 по 23 января 1959. Епископ Питтсбурга с 23 января 1959 по 23 апреля 1969. Префект Священной Конгрегации по делам духовенства с 23 апреля 1969 по 10 августа 1979. Кардинал-священник с титулом церкви Джезу-Дивин-Маэстро-алла-Пинета-Саккетти с 28 апреля 1969.